# Croton campenonii
Espèce
Classification APG II (2003)
Croton campenonii est une espèce de plantes à fleurs du genre Croton et de la famille des Euphorbiaceae, présente au centre de Madagascar.